# Rio Amacuro
O rio Amacuro é um rio na América do Sul, que integra a parte setentrional da fronteira internacional entre Guiana e Venezuela. Faz parte da bacia do rio Orinoco, do qual é afluente.
O rio está no centro da disputa fronteiriça Guiana-Venezuela. Há relatos da presença de neerlandeses no Amacuro em 1637, com assentamentos nas suas margens em meados do século XVII. A Venezuela disputa estes factos, citando a História das Colónies de Essequibo, Demerara e Berbice (1785) que indica que "o controlo dos Países Baixos tinham não se estendeu ao Amacuro nem ao Barima".
É uma área tradicionalmente dos Waraos. Muitos povos indígenas da Venezuela, alguns dos quais relacionados com residentes de Whitewater, um assentamento ameríndio no Amacuro, ou pessoas de outras comunidades na sub-região, atravessam o rio diariamente em busca de comida ou apoio médico.